# Wohnhaus Humboldtstraße 16
Das Wohnhaus Humboldtstraße 16 in Bremen-Östliche Vorstadt, Ortsteil Fesenfeld, Humboldtstraße 16, Ecke Mathildenstraße, stammt von 1864. 
Das Gebäude steht seit 1973 unter Bremischen Denkmalschutz.

## Geschichte
Das historisierende viergeschossige Wohnhaus mit dem Seitenflügel an der Ecke zur Mathildenstraße mit einem Giebeldreieck (oder Tympanon) wurde 1864 im Stil des Klassizismus nach Plänen von Gustav Runge nach seiner Rückkehr aus den Vereinigten Staaten gebaut. Bauherrin war die Witwe des im Erbauungsjahr verstorbenen älteren Bruders des Architekten.
Im Haus wurde später auch ein Fahrradladen eingerichtet.
Runge (1822–1900) hat erhaltene Gebäude in verschiedenen Stilen in Bremen und Philadelphia entworfen, von denen mehrere denkmalgeschützt sind.